# Uleanivka, Nova Odesa
Uleanivka (în ucraineană Улянівка) este un sat în comuna Voronțivka din raionul Nova Odesa, regiunea Mîkolaiiv, Ucraina.

## Demografie
Componența lingvistică a localității Uleanivka
     Ucraineană (91,47%)
     Rusă (2,94%)
     Română (2,35%)
     Belarusă (1,76%)
     Romani (1,47%)
Conform recensământului din 2001, majoritatea populației localității Uleanivka era vorbitoare de ucraineană (91,47%), existând în minoritate și vorbitori de rusă (2,94%), română (2,35%), belarusă (1,76%) și romani (1,47%).